# Evening Shade (Arkansas)
Pour l’article homonyme, voir Evening Shade (Oklahoma).
Evening Shade est une ville située dans l’État américain de l'Arkansas, dans le comté de Sharp.